# Alf Aanning
Alf Aaning (* 10. Februar 1895 in Borgund; † 8. Februar 1948 in Ålesund) war ein norwegischer Turner.
Bei den Olympischen Sommerspielen 1920 in Antwerpen gewann er mit dem norwegischen Team am 27. August die Silbermedaille im Bewerb Freies System.